# Luis Carbone
Luis Carbone war ein uruguayischer Fußballspieler.

## Karriere

### Verein
Carbone gehörte mindestens 1902 und 1903 in der Rolle des zentralen Halb der Mannschaft Nacional Montevideos an, die Uruguayischer Meister wurde. Carbone schloss sich 1905 gemeinsam mit seinen Brüdern, dem Torwart "Pancho" Carbone und dem Linksaußen Pedro Carbone dem Vorgängerverein des Club Atlético Peñarol, dem Central Uruguay Railway Cricket Club (CURCC) an. Er zählte zur Stammformation der Mannschaft, die in jenem Jahr ungeschlagen und ohne Gegentor die uruguayische Meisterschaft in der Primera División gewann. Carbone agierte dabei auf der Position des linken Halb. 1906 verließ er die Montevideaner in der zweiten Jahreshälfte, kehrte aber bereits 1907 wieder zurück. In jenem Jahr gehörte er aber nicht zum Stamm der Mannschaft. 1908 verabschiedete er sich abermals und spielte fortan erneut für Nacional Montevideo. 1911 schloss er sich Bristol an.

### Nationalmannschaft
Carbone war Mitglied der A-Nationalmannschaft Uruguays. Von seinem Debüt am 20. Juli 1902 bis zu seinem letzten Einsatz am 4. Oktober 1908 im Rahmen der Copa Premio Honor Argentino absolvierte er nach Angaben der RSSSF sechs Länderspiele. Ein Länderspieltor erzielte er nicht.

### Erfolge
- Uruguayischer Meister: 1902, 1903, 1905, 1907

## Nach der Karriere
1913 trat Carbone als Schiedsrichter in Erscheinung.